# Нацисквилари
Нацисквилари (груз. ნაწისქვილარი) — село в Грузии, в муниципалитете Лагодехи края Кахетия. 

## География
Село расположено в восточной части края, в 18 километрах по прямой к юго-западу от центра муниципалитета Лагодехи. Высота центра — 270 метров над уровнем моря.

## Население
По данным переписи населения 2014 года, в селе проживало 379 человек.
| Год  | Население | Мужчины | Женщины |
| ---- | --------- | ------- | ------- |
| 2002 | 450       | 221     | 229     |
| 2014 | 379       | 194     | 185     |